# Патия (река)
Пати́я (исп. Río Patía) — река в Южной Америке, на юго-западе Колумбии, самая большая в тихоокеанском регионе страны. Длина реки — 400 км, из которых нижние 90 км судоходны, площадь водосборного бассейна — 24000 км². Протекает по территории департаментов Каука и Нариньо.
Начало берёт на склонах вулкана Сотара (4580 м), расположенном в колумбийском департаменте Каука.
Долины рек Магдалена, Каука и Патия межгорными впадинами отделяют друг от друга Восточную, Центральную, и Западную Кордильеру.
Известна в истории тем, что северная граница государства инков проходила по ней.